# Megawati Hangestri Pertiwi

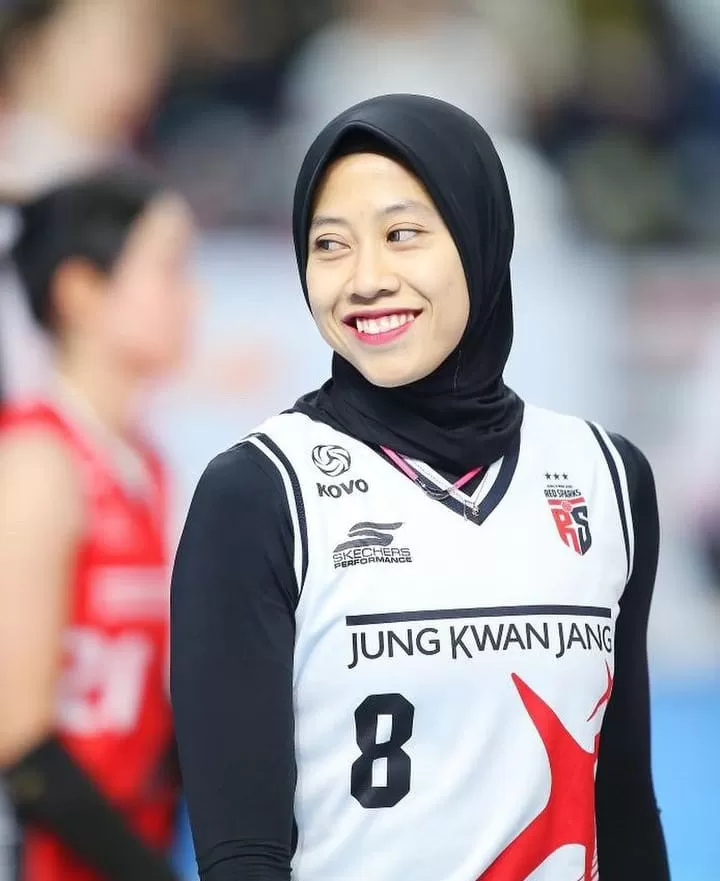

Megawati Hangestri Pertiwi, född 20 september 1999 i Jember, Indonesien, är en volleybollspelare (högerspiker). 
Megawati Hangestri har spelat med Indonesiens landslag sedan 2017. Med landslaget har hon bland annat tagit medaljer vid sydostasiatiska spelen. Hon var också med i laget som tog silver vid AVC Challenge Cup 2023, där hon själv blev utsedd till turneringens bästa högerspiker.
Megawati Hangestri har framförallt spelat med klubbar i Indonesien, men hon har även spelat i Thailand, Vietnam och Sydkorea. Sedan 2023 spelar hon för sydkoreanska Daejeon KGC.